# Castell de Peckforton
El Castell de Peckforton és una casa de camp construïda a estil dels castells medievals. Es troba en un bosc al nord dels Peckforton Hills, i a 2 km al nord del poble de Peckforton, al comtat de Cheshire, a Anglaterra. És un edifici que té protecció de Grau I.
Va ser construït a mitjan segle xix com a casa familiar per a John Tollemache, 1º Baró de Tollemache, un ric terratinent de Cheshire i Membre del Parlament. La família Tollemache va continuar vivint a la casa fins a l'any 1939. A la dècada de 1980 estava inutilitzat, però des de llavors s'ha convertit en un hotel i un lloc de celebració de noces.

## Història recent
El Castell de Peckforton va ser construït entre 1844 i 1850 per a John Tollemache, l'arquitecte va ser Anthony Salvin, un eminent arquitecte de l'estil Neogòtic. Va costar 60.000 lliures. Encara que va ser construït com a casa familiar i incloïa totes les comoditats d'una família victoriana, el disseny era el d'un castell dels temps d'Eduard I. Tenia una impressionant porta d'entrada, amb el seu rasclet, un fossat, i les finestres externes no eren més amples que una fletxa. Sir George Gilbert Scott el va anomenar "el cim de l'emmascarament". No només imita el disseny d'un castell normand, sinó que també ocupa una posició estratègica en una costerut turó davant de les ruïnes de l'antic Castell de Beeston, que es troba en una aïllada illa de roca a un quilòmetre al nord.
Anthony Salvin no va ser la primera elecció com a arquitecte. Tollemache va triar primer a George Latham de Northwich, però no va ser contractat pel que se li va pagar unes 2.000 lliures en compensació. Llavors va ser quan es va contractar a Salvin, que tenia una major reputació i més experiència, i que ja havia dut a terme treballs a la casa senyorial dels Tollemache a Suffolk, Helmingham Hall. Les obres van ser dutes a terme per Dean i Fill de Leftwich juntament amb Joseph de Tarporley com a secretari de l'obra. La pedra es va obtenir d'una pedrera propera situada a 2 km del castell, i va ser portada fins allí gràcies a la construcció d'un ferrocarril.
Hi ha hagut debat sobre els motius que van portar a la construcció d'un castell normand al segle xix. Tollemache era per llavors el major propietari de terres a Cheshire. En opinió de William Gladstone Tollemache era
"el major propietari de terres del moment". Tollemache creia en la millora de les condicions socials de la seva família. No obstant això també se li coneixia com "un home considerablement excèntric". El Dr. Hill Allibone és de l'opinió que hauria d'haver-se protegit a si mateix i a la seva família dels problemes polítics potencials de l'època que es van viure amb el Cartisme. En una construcció defensiva hauria estat capaç de protegir-se contra qualsevol revolució de les masses properes de Manchester o Liverpool. Una possible raó pràctica per a la construcció d'aquesta residència en lloc d'una vila d'estil italià, era proporcionar a l'habitatge de la protecció contra les condicions climàtiques adverses que puguin afectar la plana de Cheshire. Durdey va arribar a la conclusió que els factors decisius van ser l'utilitzar la seva "gran herència" per proporcionar-se una casa que fos "impressionant, dominant i adequada per al major terratinent de Cheshire". La hi coneix com "l'última casa fortificada construïda a Anglaterra". Va ser dissenyada a gran escala amb mestratge, executada amb els més alts nivells, i es considera un dels grans edificis del seu temps.

## El castell

### L'exterior
La façana del castell està feta amb pedra sorrenca vermella, amb plom, asfalt i la teulada amb rajoles. El cos principal és de tres plantes, però té una torre de cinc. Els edificis s'ordenen al voltant d'un pati, les habitacions principals es troben al costat nord. Està envoltat per un fossat sec que està creuat per un pont a l'altura de la porta principal d'entrada. A l'oest del pati central estan els estables, un campanar rectangular i les cuines amb les àrees del servei. Al nord està el gran Saló. Després de l'entrada al gran saló es troba la torre principal que té forma circular. Cap al final de l'ala de la galeria es troba la torre octogonal que serveix de biblioteca. Els murs exteriors tenen torretes defensives en cada canvi d'adreça de la muralla. Les mènsules suporten part de la zona emmerletada de les torres. Les parets tenen obertures en forma de fletxa, i en la porta principal hi ha un lloc de guàrdia. El terrat té un parapet amb merlets.

### L'interior
El porxo ens condueix al gran saló que té un terra amb rajoles Minton i una gran xemeneia de roca. A l'ala est es troba la Gran Galeria amb panells de roure, una xemeneia i un sostre amb panells de fusta. Després de la Gran Galeria es troba una sala de billar amb forma irregular i una sala d'estar. Cap al sud d'aquestes estades es troba la biblioteca. Després del gran saló es troba l'escala principal. La torre circular de la cantonada nord-oest conté un menjador octagonal amb rajoles Minton en el sòl, dues xemeneies, i una volta amb vuit radis que van cap a l'escut central. En el cinquè pis de la torre circular hi ha una habitació dissenyada per jugar amb raquetes, a la qual s'arriba mitjançant una escala de caragol.

### Els jardins
El castell no té un jardí formal, però al final del camí es troben els jardins de les cuines, que inclou una horta, un jardí de verdures, hivernacles i una gran Orangerie. Va haver-hi un temps en el qual al castell hi havia 17 jardiners.